# Bitwa morska w zatoce Vigo

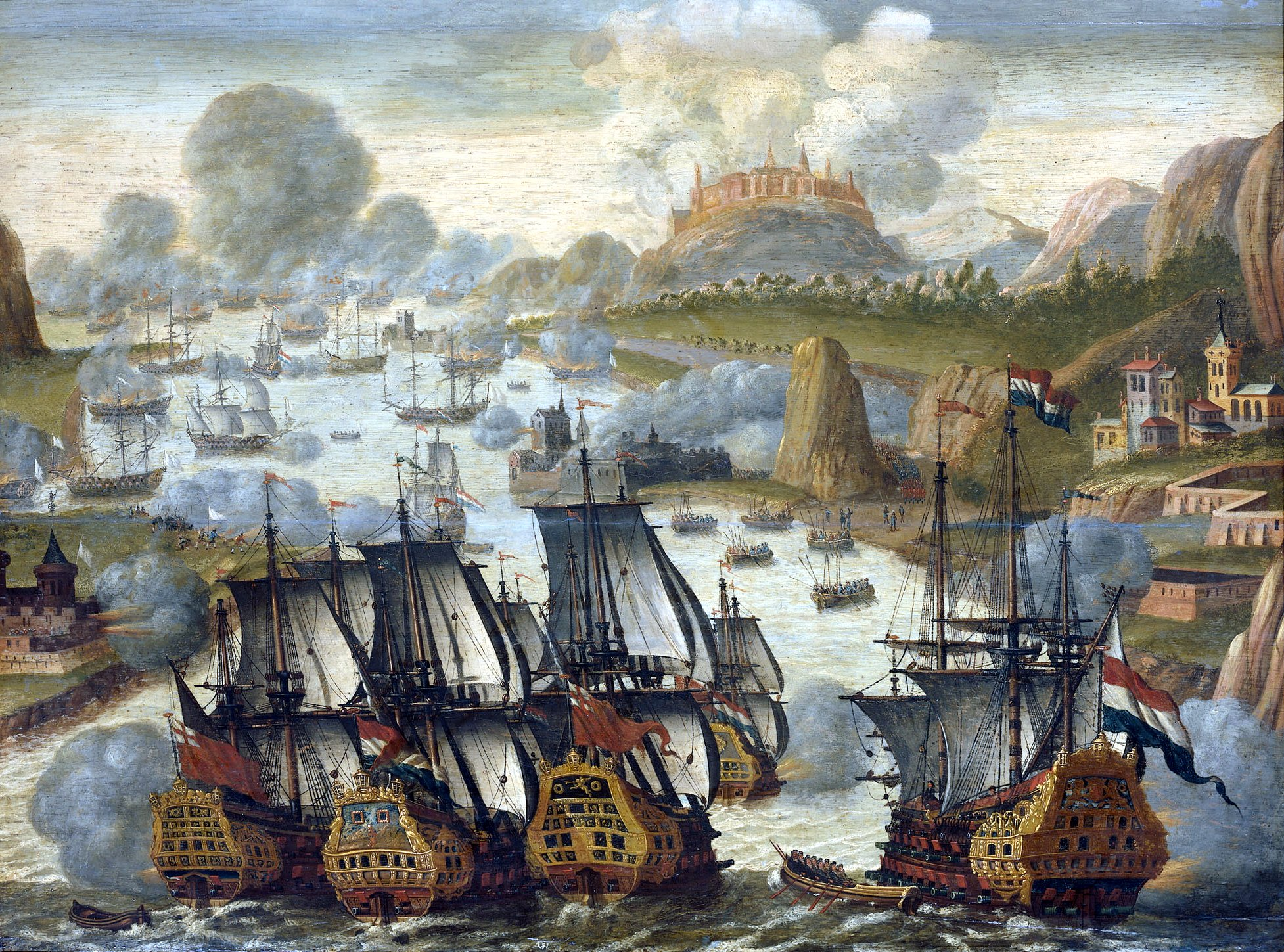
Bitwa w zatoce Vigo w XVIII-wiecznym wyobrażeniu holenderskim

Bitwa morska w zatoce Vigo (bitwa pod Randą) – starcie zbrojne, jakie odbyło się 23 października 1702 roku u galicyjskich wybrzeży Hiszpanii pomiędzy okrętami floty angielsko-holenderskiej admirałów George Rooke’a i Filipa van Almonde a siłami francusko-hiszpańskimi, dowodzonymi przez adm. de Château-Renault i  Manuela de Velasco.

## Działania poprzedzające
Admirał Rooke, którego wysłano ze znacznymi siłami dla zajęcia Kadyksu, po nieskutecznym oblężeniu poniósł tam ostatecznie porażkę i 29 września 1702 zmuszony został do odwrotu. Do powracającej eskadry, która zatrzymała się w Lagos dla uzupełnienia zapasów wody, dotarła jednak wiadomość o wypłynięciu 24 lipca z Hawany hiszpańskiej floty ze skarbami, docelowo skierowanej z Kadyksu do Vigo, gdzie dopłynęła 23 września.
Po niepowodzeniu pod Kadyksem Rooke, pragnąc koniecznie zapewnić wyprawie sukces, wyruszył na Vigo, gdzie stwierdził, iż flota skarbów skupiona w głębi zatoki koło portu Redondela, chroniona była przez eskortę francusko-hiszpańską, składającą się z ok. 30 okrętów. Admirał Château-Renault ufortyfikował port, a obronną cieśninę Randa dodatkowo zabezpieczył drewniano-łańcuchową przegrodą. 

## Bitwa
23 października Rooke zaatakował, wysyłając admirała Thomasa Hopsonna na okręcie HMS Torbay z zadaniem przełamania zapory w cieśninie i wysadzenia sił desantu, który miał opanować forty. W walkach odnieśli sukces sprzymierzeni: forty zostały zdobyte, Torbay przełamał zaporę, a jednostki hiszpańskie i francuskie spalono lub przejęto. Francuzi i Hiszpanie stracili ok. 2 000 zabitych, zaś Anglicy i Holendrzy ok. 800. Zwycięzcy przejęli srebro o wartości ok. miliona funtów, ale znacznie więcej (przypuszczalnie 3 mln funtów) rozładowano wcześniej i wywieziono z miasta.

## Okręty uczestniczące w bitwie

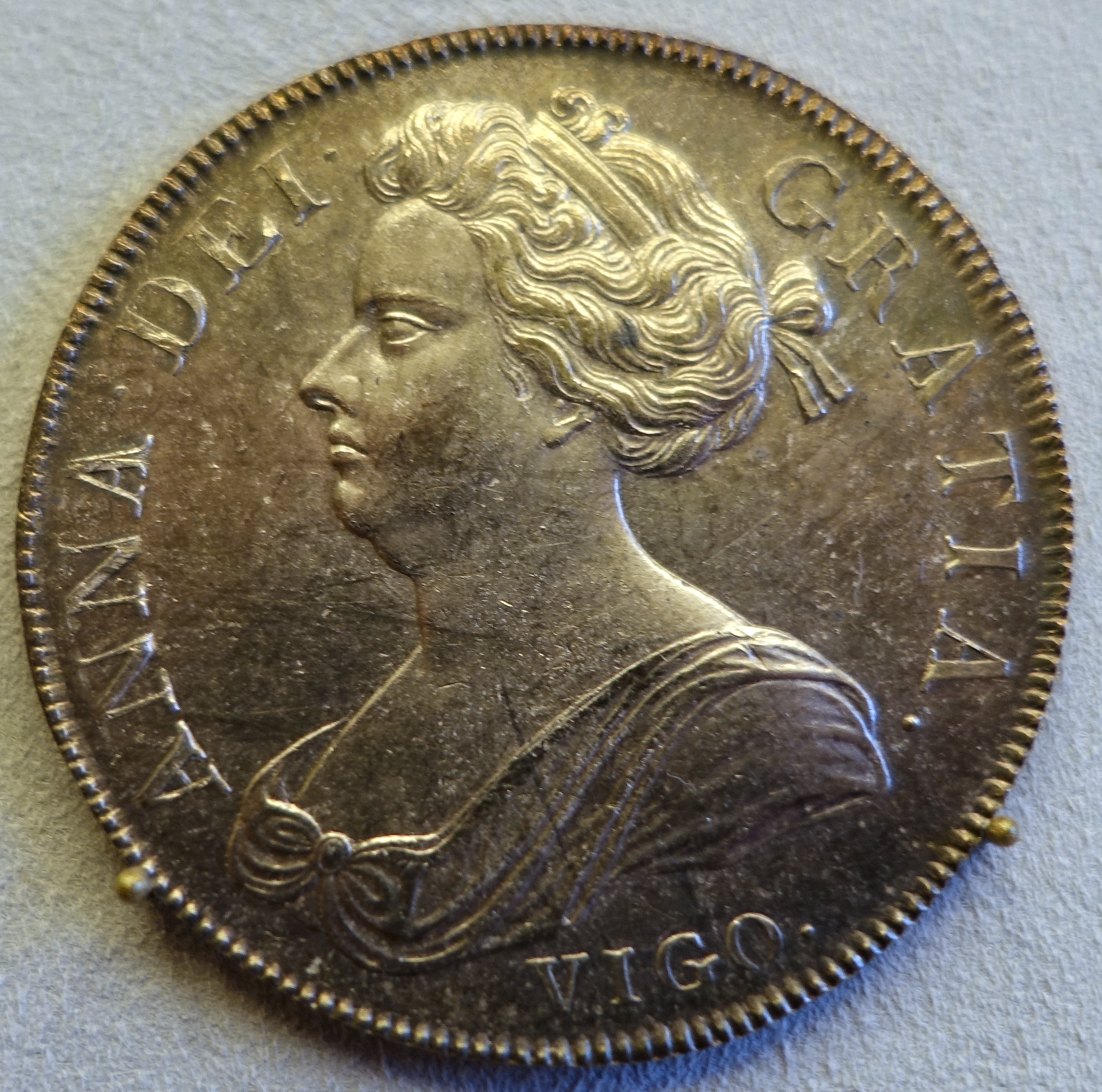
Srebrna korona angielska emitowana po bitwie pod Vigo

- Anglia: okręty liniowe Mary (60-działowy), Grafton (70), Torbay (80), Kent (70), Monmouth (70), Berwick (70), Essex (70), Swiftsure (70), Ranelagh (80), Somerset (80), Bedford (70), Cambridge (80), Northumberland (70), Orford (70), Pembroke (60); kilka fregat, kilka keczów bombowych, kilka branderów
- Holandia: liniowce Dordrecht, Zeven Provincien, Velue, Muyde, Holland, Unie, Reygersburgh, Gouda, Alkmaar, Catwyck
- Francja: okręty liniowe Fort (76-działowy) - zniszczony, Solide (56) - zniszczony, Prudent (62) - zniszczony, Oriflamme (64) - zniszczony, Dauphin (46) - zniszczony, Espérance (70) - zniszczony, Sirène (60) - zniszczony, Superbe (70) - zniszczony, Volontaire (46) - zniszczony, Prompt (76) - zdobyty, Assuré (66) - zdobyty, Bourbon (68) - zdobyty, Ferme (72) - zdobyty, Modéré (56) - zdobyty, Triton (42) - zdobyty;  fregaty: Entreprenant, Choquante i Favori - wszystkie spalone; kilka branderów
- Hiszpania: 17 galeonów i 3 korwety - 9 zdobytych, 2 zniszczone

## W historycznej tradycji
Dla upamiętnienia tego wydarzenia emisje z r. 1703 monet angielskich wybitych z części zdobytego złota i srebra oznaczano dodatkowo napisem VIGO.
Poszukiwacze skarbów uważają, że spora część skarbu nadal może znajdować się na dnie zatoki. Przekonanie to znalazło także odbicie w powieści Juliusza Verne’a „Dwadzieścia tysięcy mil podmorskiej żeglugi”, w której kapitan Nemo ze swą załogą wyławiają części skarbu zatopionego w zatoce.